# Episodi di Dexter (quinta stagione)
La quinta stagione della serie televisiva Dexter è stata trasmessa dal canale statunitense Showtime dal 26 settembre 2010 al 12 dicembre 2010.
In Italia, la stagione è stata trasmessa in prima visione satellitare da FX, canale a pagamento della piattaforma Sky, dal 18 marzo al 27 maggio 2011; in chiaro è stata trasmessa da Rai 4 dal 13 ottobre al 17 novembre 2013.
Julie Benz ricompare come guest star.
Gli antagonisti principali della stagione sono Jordan Chase e Stan Liddy.
| nº | Titolo originale          | Titolo italiano         | Prima TV USA      | Prima TV Italia |
| -- | ------------------------- | ----------------------- | ----------------- | --------------- |
| 1  | My Bad                    | Colpa mia               | 26 settembre 2010 | 18 marzo 2011   |
| 2  | Hello, Bandit             | La palude dell'orrore   | 3 ottobre 2010    | 18 marzo 2011   |
| 3  | Practically Perfect       | Santa muerte            | 10 ottobre 2010   | 25 marzo 2011   |
| 4  | Beauty and the Beast      | La bella e la bestia    | 17 ottobre 2010   | 1º aprile 2011  |
| 5  | First Blood               | Il battesimo del sangue | 24 ottobre 2010   | 8 aprile 2011   |
| 6  | Everything Is Illumenated | Ogni cosa è illuminata  | 31 ottobre 2010   | 15 aprile 2011  |
| 7  | Circle Us                 | Intesa                  | 7 novembre 2010   | 22 aprile 2011  |
| 8  | Take It!                  | Una visita inattesa     | 14 novembre 2010  | 29 aprile 2011  |
| 9  | Teenage Wasteland         | Il ciondolo             | 21 novembre 2010  | 6 maggio 2011   |
| 10 | In the Beginning          | La prima volta          | 28 novembre 2010  | 13 maggio 2011  |
| 11 | Hop a Freighter           | In trappola             | 5 dicembre 2010   | 20 maggio 2011  |
| 12 | The Big One               | Il buio oltre la luce   | 12 dicembre 2010  | 27 maggio 2011  |

## Colpa mia
- Titolo originale: My Bad
- Diretto da: Steve Shill
- Scritto da: Chip Johannessen

### Trama
Dexter ricorda, attraverso vari flashback, il modo in cui conobbe Rita durante il loro primo appuntamento, quando l'aveva abbandonata a metà serata per occuparsi di una sua vittima. Astor e Cody tornano a casa con i nonni e scoprono dal patrigno ciò che è successo; la ragazza si rivolta furiosamente contro di lui. Debra, vista la situazione mentale del fratello disorientato e incapace di esprimere sentimenti, si occupa dell'organizzazione del funerale di Rita e, in un momento di sconforto, finisce a letto con Quinn. Quest'ultimo sospetta che l'autore dell'omicidio sia Dexter, troppo lucido e preciso nel dare informazioni durante la chiamata alla polizia per denunciare l'accaduto. Inoltre viene a sapere del bacio tra Rita e il vicino di casa Eliot, cosa che lei aveva confessato al marito. La Guerta affida il caso all'FBI, visto che il modus operandi è quello di Trinity. Dexter pianifica di scappare e cominciare una nuova vita, così affida suo figlio a Debra e nella camera mortuaria confida al cadavere della moglie tutte le verità sulla sua vita. Decide così di andarsene per sempre a bordo della sua barca dopo aver eliminato le tracce del suo passato. Durante una sosta per fare rifornimento, viene attaccato da un ragazzo che Dexter uccide brutalmente in preda a un raptus d'ira. Dexter sfoga così le sue emozioni e decide di tornare dalla famiglia per celebrare il funerale di Rita.
- Guest star: Julie Benz (Rita Morgan), Rick Peters (Elliot), Bill Brochtrup (pompe funebri), Christina Robinson (Astor Bennett), Preston Bailey (Cody Bennett).
- Ascolti USA: telespettatori 1 769 000 – share 2%[3]

## La palude dell'orrore
- Titolo originale: Hello, Bandit
- Diretto da: John Dahl
- Scritto da: Scott Buck

### Trama
Dexter cerca una nuova casa dove trasferirsi con i bambini. Per ora vivono tutti a casa di Debra ma lo spazio è poco e non mancano i contrasti con Astor. Dexter viene interrogato dall'F.B.I. che crede nella sua innocenza in quanto Rita è morta mentre Dexter era al blitz che stava avvenendo in casa Mitchell, ma ancora non capiscono perché Trinity abbia ucciso proprio la moglie di un poliziotto. All'interno del furgone che affitta per il trasloco, Dexter trova delle macchie di sangue; anche se sa bene che la sua priorità devono essere i suoi figli, il richiamo del sangue è troppo forte e inizia la sua ricerca. Il suo uomo si chiama Boyd Fowler e lavora al recupero di animali morti. 
Nel frattempo il dipartimento deve affrontare un nuovo caso: la testa di una donna è stata trovata senza occhi e senza lingua, decapitata con un machete. Una poliziotta della zona collega il modus operandi dell'uccisione a una banda di assassini chiamati la Santa Muerte. Intanto Quinn cerca di avvicinarsi a Debra, ma lei lo evita. Batista scopre che la moglie non vuole condividere con lui il suo proficuo conto in banca perché il marito è troppo spendaccione. La sera stessa va a sfogarsi in un bar con Masuka, poi a seguito di una provocazione ricevuta da un suo amico sergente, riguardante La Guerta, fa scoppiare una rissa. 
Dexter ci prova davvero a far funzionare la sua vita e quella dei ragazzi, ma Astor vuole andare a vivere con i nonni a Orlando.
Dopo aver seguito Boyd Fowler scopre che questi periodicamente getta dei bidoni colmi di formaldeide contenenti corpi di donne morte in una palude abbandonata scoprendo che Boyd è un serial killer che ha violentato e seviziato quelle donne e decide di eliminarlo il prima possibile.
- Guest star: Shawn Hatosy (Boyd Fowler), April L. Hernandez (Agente Cira Manzon), Christina Robinson (Astor Bennett), Preston Bailey (Cody Bennett), Rick Peters (Elliot).
- Ascolti USA: telespettatori 1 701 000 – share 1%[4]

## Santa Muerte
- Titolo originale: Practically Perfect
- Diretto da: Ernest Dickerson
- Scritto da: Manny Coto

### Trama
Dexter deve trovare una baby-sitter per Harrison e, dopo molte candidate, trova quella giusta, Sonya. Nel frattempo incontra Boyd Fowler, riesce a prendere un appuntamento con lui e decide di eliminarlo il più in fretta possibile, anche in pieno giorno e ha quindi poche ore per preparare la stanza per ucciderlo. Intanto Debra indaga sul caso della Santa Muerte insieme all'agente Manzon, che conosce bene il quartiere dove sono avvenuti i delitti. Entrambe vanno da un uomo che potrebbe avere delle informazioni, ma questi non dice molto e il giorno dopo viene trovato con la testa tagliata, senza occhi e senza lingua. Quinn è sempre più convinto che Dexter sia implicato nel caso Trinity e chiede aiuto a un suo amico dell'FBI per mostrare una foto dell’ematologo alla famiglia Mitchell. La Guerta scopre che Batista ha avuto una rissa con un collega poliziotto e che questo potrebbe costare il posto di lavoro al marito. Dexter fallisce nel tentativo di uccidere Boyd Fowler, in quanto i due si anestetizzano a vicenda. La sera stessa però riesce a sorprenderlo e a eliminarlo nella sua stessa casa, utilizzando strumenti e una stanza di fortuna. Compiuto l'omicidio, si accorge però di essere spiato da una ragazza tenuta rinchiusa da Fowler. Dexter la libera e la ragazza sviene tra le sue braccia e Dexter notando che la poveretta porta gli stessi segni delle torture e delle sevizie subite dalle ragazze che ha ritrovato nei barili capisce che anche lei è una vittima di Boyd. Dexter decide di portare la poveretta con sè per tenerla al sicuro.
- Guest star: Julia Stiles (Lumen Ann Pierce), Maria Doyle Kennedy (Sonya), Shawn Hatosy (Boyd Fowler), April L. Hernandez (Agente Cira Manzon), Raphael Sbarge (Jim McCourt), Vanessa Bell Calloway (Consulente).
- Ascolti USA: telespettatori 1 864 000 – share 2%[5]

## La bella e la bestia
- Titolo originale: Beauty and the Beast
- Diretto da: Milan Cheylov
- Scritto da: Jim Leonard

### Trama
Dexter portata al sicuro la ragazza che ha salvato si prende cura di lei ma teme che lo possa denunciare. Non sapendo cosa fare sapendo che si tratta comunque di una ragazza innocente si limita a lasciarla rinchiusa nel posto dove voleva uccidere Boyd nella speranza che la poveretta si calmi e riesca a fidarsi di lui anche se capisce che non sarà semplice visto l'entità del trauma che ha subito. Dexter decide di aiutare Debra a risolvere il caso della Santa Muerte; riesce a trovare un mozzicone di sigaro dell'assassino da cui si può ricavare un'impronta digitale. Debra riesce a trovare due nomi di probabili assassini: i fratelli Fuentes, ma questi riescono a scappare ferendo quasi a morte un ragazzo. Quinn riesce ad avvicinare Jonah Mitchell, il figlio di Trinity, per mostrargli una foto di Dexter ma viene fermato dall'FBI e sospeso dal lavoro. Dexter scopre il nome della ragazza, Lumen, che cerca a più riprese di calmare ma questa sempre più traumatizzata dall'esperienza non riesce a fidarsi di lui seppur l'abbia aiutata e così la ragazza dopo aver colpito Dexter fugge venendo recuperata dall'ematologo, il quale la porta dove Boyd teneva i corpi delle vittime. Dexter per dare a Lumen la possibilità di fidarsi di lui le dà un coltello come segno di fiducia e Lumen per metterlo alla prova lo ferisce a una spalla e quando il ragazzo non reagisce Lumen capisce che può fidarsi di lui, e lo stesso Dexter sa che non andrà dalla polizia. Infine Lumen gli confessa che non può tornare a casa perché Boyd Fowler non è stato l'unico a farle del male.
- Guest star: Julia Stiles (Lumen Ann Pierce), Maria Doyle Kennedy (Sonya), April L. Hernandez (Agente Cira Manzon), Raphael Sbarge (Jim McCourt), Joseph Julian Soria (Carlos Fuentes), Brando Eaton (Jonah Mitchell), Saxon Trainor (Receptionist dell'hotel).
- Ascolti USA: telespettatori 1 788 000 – share 2%[6]

## Il battesimo del sangue
- Titolo originale: First Blood
- Diretto da: Romeo Tirone
- Scritto da: Tim Schlattmann

### Trama
Lumen è libera e s'incontra regolarmente con Dexter: non riesce a dimenticare il male subito e vorrebbe vendetta, così chiede a Dexter di uccidere per lei altre persone che le hanno fatto del male. Dexter per farla desistere le regala un biglietto d'aereo per casa, mentre lui indaga sui possibili complici di Boyd. Intanto Batista pensa che LaGuerta abbia una relazione con un uomo degli Affari Interni e li segue in un Motel per poi scoprire con sua sorpresa che stavano incastrando un Agente della Narcotici corrotto, Stan Liddy e che tutto questo era parte di un accordo con gli Affari Interni per far cadere le accuse di aggressione contro Angel. Debra ritrova le probabili prime vittime decomposte della Santa Muerte e grazie al ragazzo ferito in ospedale capiscono che dopo gli omicidi i fratelli Fuentes festeggiano in un Night Club: la Santa Muerte sembra avere le ore contate. Quinn usa le proprie "cattive conoscenze" per pedinare Dexter mettendogli come segugio il poliziotto sospeso Stan Liddy. Dexter visita casa di Boyd ma la trova svaligiata per mano di Lumen; entrambi hanno un obiettivo comune: l'ex compagno di cella di Boyd, con denunce per violenze. Dexter lo mette sul tavolo, ma poi si rende conto che non poteva essere presente alle violenze su Lumen in quanto ha il braccialetto della libertà vigilata. Rintraccia quindi la ragazza pronta alla vendetta contro l'innocente e la convince a tornare dai propri famigliari. La ragazza, durante la perquisizione della polizia aeroportuale, rivive la violenza, ed esce dall'aeroporto definitivamente convinta della sua vendetta.
- Guest star: Julia Stiles (Lumen Ann Pierce), Peter Weller (Stan Liddy), Maria Doyle Kennedy (Sonya), April L. Hernandez (Agente Cira Manzon), Raphael Sbarge (Jim McCourt), Katherine Moennig (Michael Angelo), Chris Payne Gilbert (Robert Brunner), Saxon Trainor (Dipendente Hotel).
- Ascolti USA: telespettatori 1 943 000 – share 2%[7]

## Ogni cosa è illuminata
- Titolo originale: Everything Is Illumenated
- Diretto da: Steve Shill
- Scritto da: Wendy West

### Trama
Dexter ritorna a vivere nel suo appartamento e, per cercare di tornare alla sua normale routine, trova una nuova vittima, Lance Robinson, un assassino di omosessuali. Alla Omicidi Debra espone alla squadra il piano per fermare i fratelli Fuentes, piano che prevede ancora l'appostamento nel locale dove i criminali si trovano abitualmente. Interviene al briefing Tom Matthews, capo della polizia di Miami, che muove seri dubbi sull'efficacia del piano e sulla serietà con cui l'intero dipartimento porta avanti il caso Santa Muerte. In privato accusa La Guerta di essere più concentrata sul tirare fuori dai guai suo marito piuttosto che concentrarsi sul caso. Di conseguenza La Guerta dà a Batista un ultimatum per chiudere la faccenda Santa Muerte la sera stessa, portandolo ad accusarla di pensare solo alla propria carriera. Debra intanto conosce Liddy (il poliziotto corrotto) nell'appartamento di Quinn. Dexter è a casa con Harrison che lo saluta dicendogli "Buona morte" come per augurargli buona fortuna. Dexter incontra Lance Robinson e lo addormenta, ma mentre lo sta legando lo chiama Lumen che lo supplica di aiutarlo. Nel frattempo nel locale in cui è appostata la omicidi, Debra si rende conto di essere gelosa di Quinn che flirta con le altre ragazze. Raggiunta Lumen, con Lance nel bagagliaio, scopre che ha sparato a Dan Mendell, uno dei suoi violentatori. Mentre Dexter e Lumen discutono Dan scappa e i due inseguono le sue tracce di sangue fino a trovarlo. Lui dice di non conoscere la ragazza e Dexter cerca di convincere Lumen credendo che si sia sbagliata. Nel frattempo l'uomo riesce a telefonare ai complici, autocondannandosi a morte dato che Dexter sente l'intera conversazione dopo esserne rimasto disgustato da ciò che lui e i suoi complici hanno fatto a Lumen e alle altre donne. Dexter uccide l'uomo spezzandogli il collo dicendogli le stesse parole che Harrison ha usato per salutarlo minuti prima al telefono. Sul posto intanto arriva la polizia. Nella macchina di Dexter c'è ancora Lance, che si risveglia e scappa dal finestrino dell'auto. Dexter lo insegue e lo cattura. Lo riporta nella stanza dove ha ucciso il violentatore di Lumen e crea una scena del crimine fasulla con i due cadaveri per ingannare la polizia, che nel frattempo li raggiunge. Masuka provvederà con la sua fantasia perversa a creare una storia per giustificare le due morti. Batista aggancia Yasmin Aragon nel locale dei Fuentes, di cui è amica, e la convince a collaborare in cambio dell'indulgenza su alcuni reati di droga. Batista e La Guerta fanno pace. Nell'appartamento di Quinn, Debra gli confessa di provare qualcosa per lui e il ragazzo sembra ricambiare. Dexter porta Lumen nella sua vecchia casa e mentre lei si fa un bagno nella vasca in cui Rita fu uccisa, ha un mancamento dovuto all'aver rivissuto la scena del ritrovamento di Rita. Al suo risveglio Dexter si confida con Lumen e lei gli spiega il motivo per cui non è partita, così Dexter decide di aiutare Lumen nella sua vendetta.
- Guest star: Julia Stiles (Lumen Ann Pierce), Peter Weller (Stan Liddy), Maria Doyle Kennedy (Sonya), April L. Hernandez (Agente Cira Manzon), Sean O'Bryan (Dan Mendell), Geoff Pierson (Capitano Tom Matthews).
- Ascolti USA: telespettatori 1 632 000 – share 2%[8]

## Intesa
- Titolo originale: Circle Us
- Diretto da: John Dahl
- Scritto da: Scott Buck

### Trama
Lumen descrive i seviziatori di cui ha memoria: "L'uomo dell'Orologio", che aveva l'abitudine di sussurrarle all'orecchio "Tic, tic, tic è il suono della tua vita che sta per finire...", e "Giacca & Cravatta", uomo molto elegante di cui riconosce la faccia in quanto prima di violentarla le toglieva la benda. Dexter promette di aiutarla e la ragazza chiede di partecipare con lui alle uccisioni. Nel frattempo "Giacca & Cravatta" sta spostando dalla palude i barili con i cadaveri delle ragazze ma ha un incidente con la macchina in centro a Miami ed è costretto ad abbandonare il tutto. La squadra al completo si presenta quindi sul luogo e Dexter riesce a capire al volo la situazione, mentre Masuka trova la giacca del conducente scappato. Liddy dice a Quinn che Dexter ha un'amante in quanto ha notato la presenza di una ragazza, Lumen, nella villa dell'ematologo. Il poliziotto vuole saperne di più e Liddy ne approfitta per chiedergli un pagamento extra. Debra scopre che il pick-up su cui c'erano i cadaveri risulta intestato a un famoso trainer motivazionale televisivo, Jordan Chase, che si presenta alla stazione di polizia con la sua guardia del corpo Cole Harmon. Dopo aver prelevato campioni di DNA, tutte le tracce del pick-up portano a Harmon. Dexter mostra a Lumen una foto di Harmon e la ragazza gli conferma che lui è "Giacca & Cravatta". Dexter è intenzionato a far scoprire alla polizia che dietro l'omicidio di quelle ragazze c'è Boyd Fowler in quanto a casa di quest'ultimo ci sono più prove degli omicidi, così fa ritrovare il portafogli di Fowler nel pick-up di Chase e prima che la polizia irrompa a casa sua, cancella le tracce di Lumen. La polizia scopre in che modo Fowler uccideva le ragazze prima di gettarle nella palude e trovano 12 ciocche di capelli numerate. Inoltre scoprono che il ragazzo possiede tutte le guide di Chase, di cui era un fan sfegatato al punto di essere cacciato più volte dal bodyguard Harmon durante i seminari. La polizia intuisce che Chase e Harmon siano innocenti e che l'unico colpevole sia Fowler, così rilasciano i due. In questo modo Dexter può occuparsi di Harmon personalmente. Debra e la squadra fanno irruzione al night club per chiudere la faccenda Santa Muerte ma a causa degli ordini avventati di La Guerta muoiono due innocenti e Debra è costretta a uccidere Carlos Fuentes, l'uomo che aveva sgozzato il ragazzo informatore qualche settimana prima, mentre Marcos si dà alla macchia. Dexter entra in casa di Harmon e viene aggredito da quest'ultimo ma entra in scena Lumen, che doveva fare solo da palo, e lo salva portando via un importante trofeo: una foto di ben tre dei seviziatori da giovani con altri due ragazzi ancora sconosciuti. L'episodio si chiude con Dexter che per rendere più piacevole la vita alla povera Lumen le porta Harrison da coccolare. Durante quel breve momento di serenità Dexter rivedendo in Lumen la sua amata moglie capisce che forse con lei potrebbe colmare il vuoto lasciatogli dalla morte di Rita.
- Guest star: Julia Stiles (Lumen Ann Pierce), Jonny Lee Miller (Jordan Chase), Peter Weller (Stan Liddy), Maria Doyle Kennedy (Sonya), April L. Hernandez (Agente Cira Manzon), Chris Vance (Cole Harmon), Geoff Pierson (Capitano Tom Matthews), Joseph Julian Soria (Carlos Fuentes).
- Ascolti USA: telespettatori 1 900 000 – share 2%[9]

## Una visita inattesa
- Titolo originale: Take It!
- Diretto da: Romeo Tirone
- Scritto da: Manny Coto e Wendy West

### Trama
Dexter si reca come visitatore a uno dei seminari di Jordan Chase per effettuare un sopralluogo e preparare così al meglio l'omicidio di Cole. Viene però riconosciuto da Jordan che lo invita, attraverso Cole, nella sua suite per un breve incontro in cui gli rivela di essere a conoscenza della morte di Rita e di volerne discutere più approfonditamente in un'altra occasione. Nel frattempo Lumen viene ricontattata dal suo ex promesso sposo, Owen, che le domanda come abbia vissuto in quel periodo a Miami ma Lumen per ovvie ragioni non può dirgli cosa le è realmente successo per evitare di sconvolgere il suo ex fidanzato e dopo una lunga chiacchierata Owen propone a Lumen di fare un viaggio intorno al mondo con lui dandole una notte di tempo per pensarci su. Debra, invece, viene sospesa dal lavoro perché utilizzata da La Guerta come capro espiatorio per la sparatoria con i fratelli Fuentes. Dexter per preparare il tutto commissiona a Lumen la lista di ciò che avranno bisogno di prendere e qui la ragazza confida all'amico la proposta di Owen e qui Dexter le dice di sentirsi libera di partire se ciò la renderà felice ma per il momento Lumen decide di pensarci volendo dare una mano a Dexter a eliminare i criminali che le hanno fatto del male e si procura l'occorrente richiesto da Dexter per preparare tutto. Dexter, aiutato da Lumen, prepara la stanza per uccidere Cole proprio nella suite accanto a quella in cui alloggia quest'ultimo. Lumen si rende conto che Dexter fa questo da tempo e comincia a capire che Dexter è un serial killer tuttavia avendo visto come l'ha aiutata capisce che non è come gli altri assassini e che è diverso. Quella notte Lumen ha difficoltà a dormire a causa della violenza e delle torture subite tuttavia con sua sorpresa Dexter restandole vicino riesce a tranquillizzarla e l'aiuta ad addormentarsi. Il suo piano viene, però, interrotto perché Cole quella sera pratica con una prostituta sesso sadomaso e Dexter decide di rimandare al giorno dopo quando Jordan lo chiama sul palco per parlare della sua tragedia. Dexter proibisce a Lumen di uscire dalla camera perché potrebbe essere riconosciuta dai suoi aguzzini. Lumen però non volendo aspettare esce dalla stanza e decide di sentire il discorso di Dexter e mentre lo ascolta né rimane toccata profondamente capendo il dolore che Dexter ha vissuto fino a quel momento dopo la morte della moglie. Durante il discorso Cole riconosce tra il pubblico Lumen. Tra i due inizia così un inseguimento che si conclude in camera col tentativo di aggressione da parte di Cole. Dexter, però, insospettito dalla chiamata della ragazza sul suo cellulare si reca di corsa in camera salvando Lumen e lo anestetetizza. Poco dopo aver legato Cole al tavolo gli ordina di dirgli i nomi degli altri stupratori ma lui rifiuta per tutta risposta Dexter costringe il folle uomo con la forza a vedere i volti delle sue vittime per fargli vedere come le ha ridotte. Infine Dexter con Lumen completa l'uccisione di Cole. Dexter infine ammette che Lumen aveva ragione sul fatto che fa questo da tempo rivelandole così di essere un serial killer tuttavia la ragazza non né rimane spaventata avendo ormai capito che nonostante la sua natura di serial killer Dexter è una persona buona. Prima di andare via Chase saluta Dexter dicendogli di fare tesoro dei suoi insegnamenti recitando la stessa frase del molestatore di Lumen, automaticamente l'ematologo capisce che lui è "L'Uomo dell'Orologio". Quella sera Lumen dopo averci pensato decide di restare a Miami per finire il lavoro con Dexter di cui ha lentamente cominciato a innamorarsi e quando Owen non vede Lumen capisce che la sua ex fidanzata ha deciso di non partire con lui e il ragazzo lo accetta seppur rattristato e parte da solo. Tornati a casa, Dexter e Lumen gettano il cadavere in mare e, durante quel gesto, vengono fotografati dall'investigatore assunto da Quinn.
- Guest star: Julia Stiles (Lumen Ann Pierce), Jonny Lee Miller (Jordan Chase), Peter Weller (Stan Liddy), April L. Hernandez (Agente Cira Manzon), Chris Vance (Cole Harmon), David Paetkau (Owen), Liza Colón-Zayas (Paloma Aragon).
- Ascolti USA: telespettatori 1 939 000 – share 2%[10]

## Il ciondolo
- Titolo originale: Teenage Wasteland
- Diretto da: Ernest Dickerson
- Scritto da: Lauren Gussis

### Trama

Lumen al telefono con Chase

Dexter si reca a un incontro con Jordan Chase, il quale gli rivela che il suo successo deriva dall'aver rivisitato la teoria sul simposio di Platone. Tuttavia Dexter sembra più interessato alla collanina di Chase, che ha come pendente una fiala con del sangue. Il giorno successivo i due si vedono nuovamente e mentre Chase è sotto la doccia, Dexter preleva un campione di sangue dalla collana. Chase comunque si accorge del misfatto e inizia a dubitare di Dexter. Nel frattempo Astor e una sua amica (Olivia), completamente ubriache, si rifugiano nella casa dove vivevano Dexter e Rita, ma si imbattono in Lumen, e Astor ha una pessima reazione pensando che Dexter avesse cominciato una relazione subito dopo la morte della madre dando il via a una serie di battibecchi con Dexter. Debra viene spostata alla sezione archivi e si imbatte nel caso delle donne nei barili, scopre che nella relazione del medico legale si parla di tracce di DNA di altre quattro persone, così convince La Guerta a far riaprire il caso. Astor e Olivia scappano di casa ma vengono trovate poiché fermate per taccheggio. Quando vengono riportate a casa, Debra fa la conoscenza di Lumen e crede che tra la donna e il fratello ci sia qualcosa. Dexter tenta di parlare con Astor cercando di farle capire che sta prendendo una brutta strada, intanto Lumen si accorge che Olivia ha dei lividi sull'addome e Astor le conferma che la ragazza viene picchiata dal patrigno, motivo per cui erano scappate. Così Dexter decide di intervenire, e pesta il patrigno della ragazza e lo minaccia dicendogli di stare lontano da Olivia e sua madre e che se non se ne va immediatamente dalla loro vita la prossima volta gli farà di peggio. Debra viene a sapere della sospensione di Quinn e il loro rapporto si deteriora a causa dei sospetti dell'uomo verso Dexter sul caso Trinity. Nonostante Quinn non voglia più avere a che fare con Liddy, questo continua a presentarsi dal detective con le foto incriminanti di Dexter che butta dei sacchi in mare. La cosa fa sospettare Liddy a tal punto da convincere Quinn a continuare a pagarlo per le sue indagini in modo da smascherare l'ematologo e gli dice che se si rifiuterà di farlo dirà a Debra che stava indagando sul fratello. Dexter riporta Olivia a casa che viene a sapere che il patrigno se né andato e che non le nuocerà più e ringrazia Dexter per averla aiutata. Poco dopo Dexter riaccompagna Astor a casa facendosi promettere che non farà più le stesse bravate che ha combinato e la figlia glielo promette, Dexter si riappacifica così con lei e spiega ad Astor che Lumen è un'amica che sta cercando di aiutare e Astor seppur intuisca che Dexter si è innamorato di Lumen lo accetta. Tornato in laboratorio, scopre che il sangue dalla collana di Chase appartiene a una donna viva. L'episodio si conclude con la telefonata di Chase a casa di Dexter e il saluto rivolto a Lumen da parte di quest'ultimo, che la riconosce dall'altro capo del telefono.
- Guest star: Julia Stiles (Lumen Ann Pierce), Jonny Lee Miller (Jordan Chase), Peter Weller (Stan Liddy), April L. Hernandez (Agente Cira Manzon), Daniel Travis (Barry Kurt), Christina Robinson (Astor Bennett), Tabitha Morella (Olivia), Rick Peters (Elliot).
- Ascolti USA: telespettatori 2 110 000 – share 2%[11]

## La prima volta
- Titolo originale: In the Beginning
- Diretto da: Keith Gordon
- Scritto da: Scott Reynolds

### Trama
Ora che Chase conosce la verità, Dexter mette al sicuro Harrison dai nonni e porta Lumen nell'appartamento con sé: l'unica cosa sensata è trovare e parlare con Emily Birch che, molto simile a tutte le ragazze dei barili, potrebbe essere la prima a essere stata seviziata dal gruppo di amici. Alla omicidi Debra comincia a mettere insieme i pezzi: collega Cole Harmon, Dan il dentista e Fowler agli omicidi dei barili e ha anche una teoria su un vendicatore che sta uccidendo tutti. Liddy intanto piazza in casa di Dexter delle microcamere: è ormai al corrente di quasi tutto quello che sta accadendo. In casa di Cole Harmon vengono trovati 13 DVD con le 13 vittime seviziate, Dexter sottrae in tempo quello di Lumen sostituendolo con uno danneggiato. Dexter porta il DVD a Lumen e gli rivela di averlo guardato quel tanto che serviva per capire se si trattava di lei e dà alla ragazza la possibilità di tenerlo o distruggerlo pur di non rivedere l'incubo vissuto. Inaspettatamente Lumen decide di tenerlo e quella sera Lumen decide di guardarlo per riuscire a superare una volta per tutte quel terribile incubo mentre Dexter andato nella sua stanza sentendo tutto ciò che Lumen ha subito per mano di Chase e dei suoi complici rimane angosciato e sconvolto dall'orrore e dal disgusto. Il giorno dopo Lumen va da Emily con la foto degli amici da giovani e lei conferma le ipotesi rivelando che da giovane Jordan si chiamava Eugene Greer e frequentava un campeggio estivo e non era molto attraente e per questo rifiutato da molte delle ragazze del campo tranne da Emily che provando compassione per lui lo portava a fare delle passeggiate ma lui voleva che lei diventasse la sua ragazza cosa che lei non ricambiò e allora lui decise di prendersi ciò che voleva con ogni metodo. Un giorno Jordan drogò Emily facendola svenire e poi con i suoi amici la rinchiuse in un capanno e convinse i suoi amici a violentare la ragazza mentre lui guardava la scena sotto gli occhi sconvolti della poveretta. Una volta che ebbero finito costrinsero Emily a scattare la foto di cui Dexter è entrato in possesso. Dopo il racconto Emily rivela il nome dell'ultimo ragazzo finora sconosciuto: Alex Tilden. Allo stesso tempo Chase si presenta alla centrale con il suo avvocato e permette di farsi prelevare il DNA consapevole che non avendo mai stuprato materialmente le sue vittime non potrà essere incriminato di nulla. Chase entra nel laboratorio dove Dexter lo attende e qui i due uomini hanno un confronto emotivo durante il quale Chase prende in giro il ricordo e la memoria di Rita e minaccia di fare del male non solo a lui e Lumen ma anche al resto della famiglia dell'ematologo se continuerà a ostacolarlo. Dexter seppur furioso e disgustato mantiene la calma e avverte Chase che molto presto sarà il prossimo della sua lista. L'uomo se ne va credendo che Dexter non riuscirà a eliminarlo. Emily però ha qualche rapporto con Chase in quanto li si vede parlare insieme e la ragazza ne sembra innamorata infatti a causa della violenza subita anni prima Emily è diventata succube di Chase illudendosi che lui l'amasse. Quella sera Dexter nota che anche Lumen si è creata il suo abito da assassina esattamente come Dexter che ne rimane piacevolmente sorpreso e regala a Lumen dei guanti identici ai suoi per maneggiare i suoi strumenti mortali e le insegna la tecnica per sferrare il colpo mortale quando dovrà agire. Dexter porta Lumen a caccia con sé e mettono Alex sul tavolo. Chase dall'esterno dell'abitazione appena vede Dexter e Lumen induce la polizia a sospettare che Tilden sia implicato nei delitti e ora progetti di darsi alla fuga. In realtà Chase ha il diabolico intento di far scoprire i due giovani giustizieri appena Debra e Quinn entreranno nell'abitazione. Debra e Quinn vanno a controllare ma per fortuna Dexter e Lumen che non ritenevano sicura la casa si sono nascosti in una casa vicino dove hanno allestito la stanza della morte. Debra tuttavia nota un'impronta femminile di scarpa e avanza un'ipotesi: il vendicatore è la ragazza numero 13. Alex rimasto faccia a faccia con Dexter e Lumen inizialmente tenta di negare i suoi crimini ma Dexter lo costringe ad ammettere la verità davanti a Lumen. Alex ammette i suoi crimini addossando tutta la colpa a Chase ma Lumen afferma che è stata comunque una sua scelta fare quello che lui e gli altri suoi compagni le hanno fatto. Rendendosi conto di essere perduto Alex tenta di offrire una cifra a scelta dei 2 vigilanti ma loro fanno capire che non sono in vendita. Lumen uccide Alex e poi nell'appartamento lei e Dexter fanno l'amore in quanto Lumen ormai si è innamorata dell'uomo che l'ha salvata e l'ha aiutata a trovare serenità stando con lui e Dexter dopo mesi di dolore da quanto Rita è morta ha ritrovato in Lumen la felicità e una persona che lo accetta senza averne paura. Dexter si rende conto che agli occhi di Lumen non è affatto un mostro.
- Guest star: Julia Stiles (Lumen Ann Pierce), Jonny Lee Miller (Jordan Chase), Peter Weller (Stan Liddy), Maria Doyle Kennedy (Sonya), Angela Bettis (Emily Birch), Scott Grimes (Alex Tilden), Michael Durrell (Stuart Frank), Chris Vance (Cole Harmon), Sean O'Bryan (Dan Mendell).
- Ascolti USA: telespettatori 2 537 000 – share 2%[12]

## In trappola
- Titolo originale: Hop a Freighter
- Diretto da: John Dahl
- Scritto da: Scott Buck e Tim Schlattmann

### Trama
Mentre sono impegnati a pianificare l'omicidio di Chase, Dexter e Lumen scoprono le cimici piazzate da Liddy nell'appartamento e dopo una piccola indagine incrociata, Dexter conclude che Quinn sta indagando su di lui alle spalle della polizia; impegnato a smascherare l'uomo ingaggiato da Quinn viene rapito da Liddy e portato in un luogo appartato. Qui Liddy rivela che a tutti gli effetti non gli interessa che Dexter e Lumen siano dei vigilanti ma rivuole il suo lavoro e se fa arrestare Dexter e va in TV si farà passare per eroe e riavrà il suo lavoro. Tuttavia poiché tutto ciò che ha raccolto contro Dexter è inammissibile poiché l'ha fatto senza autorizzazione ha bisogno che lui confessi ciò che ha fatto e Liddy gli promette di non far sapere a nessuno del coinvolgimento di Lumen in tutto ciò se Dexter confesserà le sue attività segrete da vigilante. Dexter disgustato rifiuta e ne nasce una colluttazione che vede morire il suo rapitore. Intanto Debra continua a indagare sul caso delle ragazze nei fusti, da cui prende sempre più corpo l'idea di un giustiziere misterioso e pensa che possa essere una delle ragazze fuggite alle torture degli stupratori, in quanto i corpi ritrovati sono 12 ma i video degli stupri sono 13. Nel frattempo Lumen viene adescata da Emily con un tranello voluto da Chase, riesce comunque ad avvisare Dexter che però arriva troppo tardi sul posto dove trova solo il cadavere di Emily e i segni di una colluttazione dalla quale deduce che Lumen è stata ferita e rapita da Chase.
- Guest star: Julia Stiles (Lumen Ann Pierce), Jonny Lee Miller (Jordan Chase), Peter Weller (Stan Liddy), Maria Doyle Kennedy (Sonya), Angela Bettis (Emily Birch), Leslie Grossman (Laurel Ryan).
- Ascolti USA: telespettatori 2 261 000 – share 2%[13]

## Il buio oltre la luce
- Titolo originale: The Big One
- Diretto da: Steve Ghill
- Scritto da: Chip Johannessen e Manny Coto

### Trama
Dexter prosegue nella ricerca di Lumen, rapita da Chase. Cerca tra le proprietà di Chase il luogo dove potrebbe essere tenuta prigioniera. Chase porta Lumen nel luogo dove è stata stuprata e torturata ma guardandola intuisce che in lei qualcosa è cambiato infatti capisce che Dexter in qualche modo aiutandola ad affrontare le sue paure e il dolore vissuto l'ha resa più forte. Nel frattempo viene trovato il cadavere di Liddy, e questo costringe Dexter, dietro ordine di La Guerta, a fare i rilevamenti del caso, interrompendo la ricerca di Lumen. LaGuerta nota una macchia di sangue sulle scarpe di Quinn e vista la presenza di diverse chiamate sul cellulare della vittima nei suoi confronti, per la quale Quinn non intende dare spiegazioni, lo arresta. Finalmente Dexter trova l'indirizzo del campeggio di proprietà di Chase, dove è tenuta Lumen. Una volta là ha un incidente con l'auto e viene preso da Chase. Qui Chase porta Dexter dove ha rinchiuso Lumen e ancora una volta Chase prende in giro il ricordo e la memoria di Rita affermando come Dexter si fosse illuso che salvando Lumen avrebbe potuto rimediare per non essere riuscito a salvare sua moglie e di potersi sentire finalmente libero dal suo dolore. Dexter riesce a liberarsi e stendere Chase e metterlo fuori combattimento. Successivamente Dexter libera Lumen e poi i due legano Chase a un tavolo. Dopo aver fatto riprendere Chase i due ragazzi sono pronti a chiudere la questione e quando Dexter lascia che sia Lumen a finire Chase questi prende in giro il loro amore e il legame che è nato tra loro dichiarando che se non le avesse fatto ciò che le ha fatto sarebbe rimasta una ragazza piena di paura e che ora grazie a ciò che ha vissuto è ora più forte. Lumen disgustata uccide Chase affermando che questo non è solo per lei ma per tutte le donne che Chase ha ucciso compresa Emily. Quando stanno per andarsene, arriva Debra al campeggio e vede il cadavere di Chase. Poi nota che dietro un telo di plastica si nascondono i due assassini e, non riconoscendoli, conferma la sua teoria della giustiziera e il suo complice che hanno attuato la sua vendetta. Debra però prova una certa stima per la donna anonima che è riuscita a sopravvivere a quella drammatica esperienza e che con il suo compagno hanno eliminato delle persone orribili che se lo erano giustamente meritato, così finge di non averli colti in flagranza e dice loro di andarsene prima che arrivino i rinforzi. Dexter, una volta liberatosi del cadavere di Chase, torna in laboratorio per analizzare il sangue sulle scarpe di Quinn e poi, mentendo sul tipo di sangue, lo scagiona. 
Infine Lumen rivela a Dexter di non sentire più bisogno di uccidere e se ne va, mettendo fine alla loro relazione. Dexter è triste ma lo accetta promettendo di non dimenticarla e durante il compleanno di Harrison spera che un giorno sarà libero anche lui dal suo bisogno di uccidere.
- Guest star: Julia Stiles (Lumen Ann Pierce), Jonny Lee Miller (Jordan Chase), Peter Weller (Stan Liddy), Maria Doyle Kennedy (Sonya), Christina Robinson (Astor Bennett), Preston Bailey (Cody Bennett), Michael Ray Escamilla (Venditore ambulante), Derek Basco (Impiegato).
- Ascolti USA: telespettatori 2 480 000 – share 2%